# Тур Швеции
Тур Швеции (швед. Postgirot Open, англ. Tour of Sweden) — шоссейная многодневная велогонка, проходившая по территории Швеции с 1992 по 2002 год.

## История
С 1924 и 1975 год в Швеции проходила шоссейная Шестидневная гонка продолжительностью от 6 до 8 дней которая перестала проводиться по финансовым причинам.
Данная гонка была создана в 1982 году после успеха Томми Прима на Джиро д'Италия в 1981 и 1982 годах, когда он оба раза занимал второе место в генеральной классификации, и при поддержки Posten в качестве главного спонсора. Её дебютное издание прошло через 1,5 недели после окончания Джиро д’Италия 1982. А первым её победителем стал Томми Прим.
Последний раз гонка прошла в 2002 году после того как Nordea купила в 2001 году Postgirot и решила прекратить спонсировать гонку.
Маршрут гонки в основном проходил между городами Гётеборгом и Стокгольмом. Изначально дистанция состояла из 7 или 8 этапов, в 1995 году сократилась до 6 этапов, а в 1998 году до 5 этапов.
Организатором выступала Федерация велоспорта Швеции совместно с Postgirot / Postgirot Bank.

## Призёры
| Год  | Победитель            | Второй            | Третий                |
| ---- | --------------------- | ----------------- | --------------------- |
| 1982 | Томми Прим            | Джузеппе Петито   | Люсьен Ван Импе       |
| 1983 | Томми Прим            | Александр Краснов | Пер Кристианссон      |
| 1984 | Аллан Пейпер          | Альф Сёгерсал     | Шон Йейтс             |
| 1985 | Марк Гомес            | Геррит Соллевельд | Атле Квалсволл        |
| 1986 | Жильбер Дюкло-Лассаль | Франс Маассен     | Йелле Нейдам          |
| 1987 | Джерри Кнетеманн      | Анджей Межеевский | Пер Муберг            |
| 1988 | Йеспер Ворре          | Бруно Корнилет    | Эдвиг Ван Хойдонк     |
| 1989 | Атле Квалсволл        | Вячеслав Екимов   | Петер Пегестам        |
| 1990 | Дмитрий Жданов        | Франс Маассен     | Йелле Нейдам          |
| 1991 | Майкл Андерссон       | Даг Эрик Педерсен | Ларс Вальквист        |
| 1992 | Майкл Андерссон       | Бо Хамбургер      | Даррен Смит           |
| 1993 | Фил Андерсон          | Фрэнсис Моро      | Лэнс Армстронг        |
| 1994 | Эрик Деккер           | Микель Лафис      | Арвис Пизикс          |
| 1995 | Эрик Деккер           | Микель Лафис      | Леон Ван Бон          |
| 1996 | Микаэль Блаудсун      | Берт Диц          | Макс ван Хесвейк      |
| 1997 | Джанпаоло Мондини     | Стефан Готтшлинг  | Свейн Гауте Хёлестёль |
| 1998 | Стевен де Йонг        | Магнус Бяcкстедт  | Маркус Юнгквист       |
| 1999 | Якоб Пиил             | Йеспер Скиббю     | Мартин Риттсель       |
| 2000 | Майкл Андерссон       | Эрик Деккер       | Фабио Мальберти       |
| 2001 | Тур Хусховд           | Стюарт О’Грэйди   | Рафаэль Шведа         |
| 2002 | Курт Асле Арвесен     | Рене Хаселбакхер  | Фредрик Модин         |